# Lovitura de stat din 21 aprilie din Grecia
Lovitura de stat din 21 aprilie a fost înlăturarea guvernului Regatului Greciei condus de Panagiotis Kanellopoulos pe 21 aprilie 1967 de către un grup de ofițeri condus de colonelul de artilerie Georgios Papadopoulos, generalul de brigadă Stylianos Pattakos și colonelul Nikolaos Makarezos, alături de anumite unități militare din Atica.